# Důl Žentourový
Důl Žentourový (německy Göppel Schacht) byl nejvýznamnějším mělkým černouhelným dolem ve Slezské Ostravě. Nacházel se ve východním úbočí údolí Obora (dnes Zwierzinovo údolí).

## Historie
Těžbu kamenného uhlí ve vlastní režii zahájil Franz Jozeph, hrabě Wilczek, na slezskoostravském panství, které náleželo k rozsáhlému rodovému fideikomisu, rozkládající se na Opavsku a Těšínsku. K výraznému rozvoji aktivit v oblasti uhelného podnikání došlo po roce 1802, kdy bylo odděleno od zbývajících hospodářských aktivit velkostatku. Založena byla postupně řada důlních děl, z nichž se mnohé staly základem technicky moderně vybavených a prosperujících podniků.
Nejvýznamnějším mělkým dolem v první polovině 19. století byl důl nazývaný Žentourový (Göppel Schacht). Jeho jáma stejného jména byla víceúčelovou jámou. Sloužila k těžbě uhlí  i jako větrní. Na jámu byly 2. prosince 1811 uděleny propůjčky jednoduché důlní míry Göppel I a dvojité důlní míry Göppel II.
Důlní pole přešlo později do hlubinného pole dolu Johann Michaeli (Michálka). Dnes  nám připomíná tento důl místní název "Na Geplu" v blízkosti ulice Na Najmanské ve Slezské Ostravě.

## Těžba uhlí
Dobývaly se sloje jakloveckých vrstev ostravského souvrství. Dobývána byla sloj Josef a ze tří tzv. Slabých slojí. V roce 1808 byla jáma vybavena žentourem, který byl poháněn zvířecí silou. Žentourový důl byl natolik významný, že byla v 30. létech 19. století k jeho jámě směrována nově ražená Jaklovecká dědičná štola. Jáma byla prohloubena na 71 m a štola do ní probita. Jáma byla ve výdřevě.
U žentourového vrátku se spirálovým lanovým bubnem byla už v roce 1845 vyměněna konopná lana za drátěná.

### Údaje o dolu Žentourový
| Název                       | Druh jámy     | Založení | hloubka dolu v m | těžba     | vytěženo                                                  | likvidace | dobývací pole v ha | poznámka        |
| --------------------------- | ------------- | -------- | ---------------- | --------- | --------------------------------------------------------- | --------- | ------------------ | --------------- |
| Žentourový / Göppel Schacht | těžní, větrní | 1805     | 71               | 1811-1858 | těžba nevykazována odděleně od ostatních Wilczkových dolů | asi 1858  | 13,5               | 1 jáma, 2 patra |